# فهد العنداري
فهد قاسم العنداري (1903- 28 فبراير 1973) خطاط لبناني في القرن العشرين. ولد في العبادية لدى عائلة فقيرة ينتمي إلى الطائفة الدرزية. تلقى علومه الأولى في مدرسة البلدة، توقف عن الدرس أثناء الحرب العالمية الأولى وانتقل إلى سوريا حيث مارس مهنة التدريس وتعليم الخط. عاد بعد انتهاء الحرب عاد إلى لبنان وفتح مكتبا للخطوط في عاليه سنة 1927 ثم سافر إلى العراق حيث فتح مكتبا في مدينة البصرة ومن ثم عاد واستقر في لبنان وفتح مكتبا في بيروت. عينه حبيب باشا السعد خطاط الجمهورية اللبنانية في سنة 1934.

## سيرته
ولد فهد بن قاسم العنداري سنة 1903 في العبادية وتلقى علومه في مدرسة القرية، كان مجلياً في دروسه وظهر نبوغه المبكر وخصوصاً في الرياضيات والرسم والتصوير، لكنه انقطع عن المدرسة لأسباب مادية بسبب الحرب العالمية الأولى سنة 1914 إلّا أنه لم ينقطع عن الدرس والتحصيل حتى صار على درجة جيدة من العلم، وتوجه إلى جبل الدروز في مطلع الحرب وتولى التعليم في مدرسة إحدى القرى وكان يزداد مع الأيام مهارة في الخط حتى صار من أشهر الخطاطين، وعاد إلى لبنان وأنشأ مكتباً للخطوط في عالية سنة 1927، وبعد مدة سافر إلى العراق وأنشأ مكتباً للخطوط في البصرة سنة تقريباً ثم عاد إلى لبنان وأسس له مكتباً في بيروت استقر فيه.

وفي سنة 1934 عين خطاط الجمهورية اللبنانية، ثم عين خبيراً لدى المحاكم فاشتهر بخبرته وبضميره الحي، وكانت تقاريره موضع ثقة المحاكم والمحامين والمتداعين، أما أعماله الفنية فقد حفلت بها بطاقات الزيارة والتواريخ واللافتات وأسماء الكتب وعناوين المجلات والصحف وغيرها، وله لوحات فنية في الخط تزدان بها جدران البيوتات الفخمة، وله دفاتر في قواعد الخط العربي تعلّم في المدارس، وكتب على حبة فضة بحجم حبة السمسم الطبيعية أربعة أبيات من الشعر مؤلفة من خمسين كلمة:
وفي سنة 1958 أصدر مجلة المسرح التي كانت تعنى بالشعر الزجلي فعين المشرف الفني عليها.

أصيب فهد بداء السكري فقاسی منه الأمرين، وفقد النظر من إحدى عينيه، فكان يستمعل أنواعاً خاصة من النظارات لكي يكون على يقين، وفي راحة ضمير من التقارير التي ينظمها، أما باقي أشغاله الفنية فقد تسلما ابنه بهيج شيئاً فشيئاً إلى أن حل محله، ساءت صحته وتوفي في 28 شباط 1973 في مسقط رأسه العبادية.

## الأوسمة
قد منح عدة اوسمة منها وسام المعارف سنة 1952 ووسام الاستحقاق اللبناني سنة 1954.